# Грб Баварске
Грб Баварске - један је од покрајинских симбола савезне покрајине Баварске. Званично је одобрен 5. јуна 1950. године.

## Опис грба
Велики грб је штит са четири дела са малим штитом у средини, подељен издужено на сребрана и плава поља. У првом кварталу на црном пољу се налази златни лав оружан тамноцрвеним канџама и језиком; други квартал је представљен изломљеном линијом изнад која раздваја горње тамноцрвено и доње сребро поље; у трећем кварталу на сребрном пољу је азурно-плави пантер, оружан златним канџама, који из уста избацује црвени пламен; у четвртом - на златном пољу леже три црна леопарда наоружани црвеним канџама и језиком. Штит је крунисан златном круном украшеном скарлетним и азурним драгуљима. Штит држе златни лавови оружани скарлетним језицима и канџама, који стоје на златним полугама.

## Значење грба
Хералдика или значење грба, везано је грофа фон Богена. Његов грб се налази као језгро националног грба Баварске, али и на многим мањим грбовима које су биле у поседи његове породице. У преосталим четвртинама великог грба, налазе се грбови других великих баварских територија: Фалачка (златни лав), Франконија („Франконске грабуље“), Доња Баварска (азурни пантер) и Швапска (три црна леопарда).